# Tarser de Horsfield
El tarser de Horsfield (Cephalopachus bancanus) és una espècie de primat de la família dels tarsers (Tarsiidae) originari de Brunei, Indonèsia i Malàisia. Com gairebé tots els tarsers, és nocturn i insectívor (tot i que a vegades s'alimenta de petits vertebrats). Viu a la jungla. Té els ulls més grossos que qualsevol altra part del cos, a més de l'oïda i l'olfacte molt ben desenvolupats.

## Subespècies
- C. b. bancanus
- C. b. borneanus
- C. b. saltator